# Medaglia al donatore di sangue di Monaco
La medaglia al donatore di sangue di Monaco (in francese: Médaille du Mérite National du Sang) è un'onorificenza del Principato di Monaco.

## Storia
La medaglia venne istituita dal principe Ranieri III di Monaco nel 1993 con ordinanza sovrana n. 10.965 del 30 luglio in riconoscenza alla devozione ed al merito dei donatori di sangue regolari del principato. In precedenza, per tali meriti veniva concessa la medaglia della croce rossa monegasca creata nel 1950 dallo stesso Ranieri, ma tale onorificenza era sentita ormai inadatta, come pure la Medaglia al donatore di sangue istituita privatamente nel 1972 dalla principessa Grace Kelly. Nel 1993 venne quindi pensato un premio di stato ufficiale specifico per questa categoria.

## Assegnazione
Per donazioni di sangue da parte dei volontari monegaschi: la medaglia argento dorato viene concessa alle 100 donazioni effettuate, quella d'argento al raggiungimento delle 60 donazioni e quella di bronzo alle 30 donazioni.

## Insegne
- La medaglia è composta da un disco circolare argento dorato, d'argento o di bronzo a seconda del grado, sostenuto al nastro tramite un anello del medesimo materiale. Sul fronte della medaglia si trova raffigurata una goccia di sangue su sfondo rosso araldico, attorniata dalla scritta "MERITE NATIONAL DU SANG". Sul retro si trova invece lo stemma del principato senza corona, attorniato dalla scritta "DON DU SANG - PRINCIPAUTE DE MONACO".
- Il nastro è rosso con diciassette filetti bianchi.